# Золотая малина (премия, 1994)
14-я церемония вручения наград премии «Золотая малина» за сомнительные заслуги в области кинематографа за 1993 год состоялась 20 марта 1994 года в Hollywod Roosevelt Hotel, в Лос-Анджелесе, Калифорния.

## Статистика
| Фильм                                          | номинации | победы |
| ---------------------------------------------- | --------- | ------ |
| • Непристойное предложение / Indecent Proposal | 7         | 3      |
| • Щепка / Sliver                               | 7         | -      |
| • Тело как улика / Body of Evidence            | 6         | 1      |
| • Последний киногерой / Last Action Hero       | 6         | -      |
| • Скалолаз / Cliffhanger                       | 4         | -      |
| • Полицейский с половиной / Cop and ½          | 2         | 1      |
| • Поэтичная Джастис / Poetic Justice           | 2         | 1      |

## Список лауреатов и номинантов
Победители выделены отдельным цветом. 
| Категории                         | Лауреаты и номинанты | Лауреаты и номинанты                                                                                |
| --------------------------------- | --- | --------------------------------------------------------------------------------------------------- |
| Худший фильм                      | • Непристойное предложение (Paramount) (продюсер: Шерри Лансинг)                                                                           | • Непристойное предложение (Paramount) (продюсер: Шерри Лансинг)                                    |
| Худший фильм                      | • Тело как улика (MGM-UA) (продюсер: Дино Де Лаурентис)                                                                                    | |
| Худший фильм                      | • Скалолаз (Carolco/Tristar) (продюсеры: Алан Маршалл и Ренни Харлин)                                                                      | |
| Худший фильм                      | • Последний киногерой (Columbia) (продюсеры: Стивен Дж. Рот и Джон Мактирнан)                                                              | |
| Худший фильм                      | • Щепка (Paramount) (продюсер: Роберт Эванс)                                                                                               | |
| Худшая мужская роль               | Бёрт Рейнольдс | • Бёрт Рейнольдс — «Полицейский с половиной» (за роль детектива Ника Маккенны)                      |
| Худшая мужская роль               | Бёрт Рейнольдс | • Уильям Болдуин — «Щепка» (за роль Зика Хокинса)                                                   |
| Худшая мужская роль               | Бёрт Рейнольдс | • Уиллем Дефо — «Тело как улика» (за роль Фрэнка Дулани)                                            |
| Худшая мужская роль               | Бёрт Рейнольдс | • Роберт Редфорд — «Непристойное предложение» (за роль Джона Гейджа)                                |
| Худшая мужская роль               | Бёрт Рейнольдс | • Арнольд Шварценеггер — «Последний киногерой» (за роль Джека Слейтера / самого себя)               |
| Худшая женская роль               | Мадонна | • Мадонна — «Тело как улика» (за роль Ребекки Карлсон)                                              |
| Худшая женская роль               | Мадонна | • Мелани Гриффит — «Уроки любви» (за роль Билли Дон)                                                |
| Худшая женская роль               | Мадонна | • Джанет Джексон — «Поэтичная Джастис» (за роль Джастис)                                            |
| Худшая женская роль               | Мадонна | • Деми Мур — «Непристойное предложение» (за роль Дайан Мэрфи)                                       |
| Худшая женская роль               | Мадонна | • Шэрон Стоун — «Щепка» (за роль Карли Норрис)                                                      |
| Худшая мужская роль второго плана | Вуди Харрельсон | • Вуди Харрельсон — «Непристойное предложение» (за роль Дэвида Мэрфи)                               |
| Худшая мужская роль второго плана | Вуди Харрельсон | • Том Беренджер — «Щепка» (за роль Джека Лэндсфорда)                                                |
| Худшая мужская роль второго плана | Вуди Харрельсон | • Джон Литгоу — «Скалолаз» (за роль Эрика Куэйлена)                                                 |
| Худшая мужская роль второго плана | Вуди Харрельсон | • Крис О’Доннелл — «Три мушкетёра» (за роль д’Артаньяна)                                            |
| Худшая мужская роль второго плана | Вуди Харрельсон | • Киану Ривз — «Много шума из ничего» (за роль Дона Хуана)                                          |
| Худшая женская роль второго плана | Фэй Данауэй | • Фэй Данауэй — «Временная секретарша» (за роль Шарлин Таун)                                        |
| Худшая женская роль второго плана | Фэй Данауэй | • Энн Арчер — «Тело как улика» (за роль Джоанны Брэслоу)                                            |
| Худшая женская роль второго плана | Фэй Данауэй | • Сандра Буллок — «Разрушитель» (за роль лейтенанта Ленины Хаксли)                                  |
| Худшая женская роль второго плана | Фэй Данауэй | • Коллин Кэмп — «Щепка» (за роль Джуди Маркс)                                                       |
| Худшая женская роль второго плана | Фэй Данауэй | • Джанин Тёрнер — «Скалолаз» (за роль Джесси Дейхен)                                                |
| Худшая режиссура                  | • Дженнифер Линч за фильм «Елена в ящике»                                                                                                  | • Дженнифер Линч за фильм «Елена в ящике»                                                           |
| Худшая режиссура                  | • Ули Эдель — «Тело как улика» | |
| Худшая режиссура                  | • Эдриан Лайн — «Непристойное предложение»                                                                                                 | |
| Худшая режиссура                  | • Джон Мактирнан — «Последний киногерой»                                                                                                   | |
| Худшая режиссура                  | • Филлип Нойс — «Щепка» | |
| Худший сценарий                   | • Эми Холден Джонс — «Непристойное предложение»                                                                                            | • Эми Холден Джонс — «Непристойное предложение»                                                     |
| Худший сценарий                   | • Брэд Мирман — «Тело как улика» | |
| Худший сценарий                   | • Майкл Франс и Сильвестр Сталлоне — «Скалолаз»                                                                                            | |
| Худший сценарий                   | • Шейн Блэк, Дэвид Арнотт, Зак Пенн и Адам Лефф — «Последний киногерой»                                                                    | |
| Худший сценарий                   | • Джо Эстерхаз — «Щепка» | |
| Худшая новая звезда               | | • Джанет Джексон — «Поэтичная Джастис» (за роль Джастис)                                            |
| Худшая новая звезда               | • Роберто Бениньи — «Сын Розовой Пантеры» (за роль жандарма Жака Гамбрелли)                                                                | |
| Худшая новая звезда               | • Мейсон Гэмбл — «Деннис-мучитель» (за роль Денниса Митчелла)                                                                              | |
| Худшая новая звезда               | • Норман Д. Голден II — «Полицейский с половиной» (за роль Девона Батлера)                                                                 | |
| Худшая новая звезда               | • Остин О’Брайен — «Последний киногерой» (за роль Дэнни Мадигана)                                                                          | |
| Худшая песня к фильму             | • Addams Family (Whoomp!) — «Семейные ценности Аддамсов» — Ральф Салл, Стивен Гибсон и Сесиль Гленн                                        | • Addams Family (Whoomp!) — «Семейные ценности Аддамсов» — Ральф Салл, Стивен Гибсон и Сесиль Гленн |
| Худшая песня к фильму             | • Big Gun — «Последний киногерой» — авторы: Ангус Янг и Малькольм Янг                                                                      | |
| Худшая песня к фильму             | • (You Love Me) In All The Right Places — «Непристойное предложение» — музыка: Джон Барри, слова: Лиза Стэнсфилд, Иэн Девани и Энди Моррис | |